# Бадик
Бадик — старинная форма обрядово-бытовой поэзии у народов северных районов Средней Азии и Казахстана (в основном тюркских, хотя у таджиков есть близкий обряд под названием «гулафшон»). Песни-заговоры со словесными повторами «Кеш, кеш» («Кочуй, кочуй») исполнялись шаманами (баксы) для излечения больного человека или животного. У узбеков, слово «бадик» обозначало как саму болезнь (краснуху, ветряную оспу), так и обряд, связанный с болезнью, и текст обряда. В основе обряда лежало поверье, что болезни постоянно кочуют, и с помощью заговора их можно заставить переселиться из тела больного куда-либо ещё.
Постепенно бадик приобрел характер песенного состязания между девушкой и джигитом. По своей форме бадик предшествовал жанру каим-айтыс.
Бадик слабо изучен, так, С. В. Дмитриев цитирует лишь одну работу по теме, принадлежащую Б. И. Саримсакову.